# Танго і Кеш
«Танго і Кеш» (англ. Tango & Cash) — американський бойовик 1989 року, знятий Андрієм Кончаловським.

## Сюжет
Рей Танго і Габріель Кеш — найкращі поліцейські Лос-Анджелеса. Гангстер Ів Перрет, розгніваний тим, що вони перехопили його партію наркотиків, підставляє Танго і Кеша.
Поліцейських звинувачують у скоєнні вбивства офіцера поліції, який працював під прикриттям, і відправляють до в'язниці, де повно злочинців, яких вони самі колись запроторили за ґрати. Єдина надія Танго і Кеша залишитися в живих — це втеча з в'язниці і пошук доказів злочинів Перрета.

## Історія створення
У фільму незвичайна доля. Андрій Кончаловський, який переїхав до США, перебивався малобюджетними фільмами і давно шукав можливості зняти дорогий бойовик, щоб виправити свої фінансові справи.
Доля дала йому таку можливість у вигляді фільму «Танго і Кеш». Однак, повноцінно зняти його Кончаловський не зміг. Продюсери сильно засумнівалися в успішності картини, дивлячись на те, як режисер втілює її на екрані. Незадовго до кінця вони відсторонили Кончаловського від роботи, і фільм дознімав інший режисер — Альберт Магнолі (Albert Magnoli). У титрах, проте, Кончаловський значиться як єдиний режисер.
Критики відзначають, що через це фільм явно постраждав. У нього абсолютно безглузда кінцівка, яка сильно його псує. Інша художня особливість — це роль Сильвестра Сталлоне, можна сказати, що в цьому фільмі він чи не вперше знявся в ролі не супермена, а скоріше інтелектуала і фахівця своєї справи.
Сам же Кончаловський в своїй книзі «Низькі істини» відгукується про Сталлоне як про мало не єдину мислячу людину на тих зйомках. У книзі ясно відображено, що у них обох були хороші стосунки, і що Кончаловському більш інших вдалося зрозуміти, чого хочеться самому Сталлоне, чому останній був дуже радий. Слова Кончаловського про Сталлоне: «Сталлоне — людина, цілком віддає собі звіт, хто він є», "Коли я сказав, що не хотів би ні разу в картині бачити його оголеним, у нього радісно спалахнули очі — адже все 1980-ті пройшли під знаком його торсу. Я запропонував йому грати інший характер, і це дивно збіглося з тим, що йому самому хотілося. Він розумів, що його колишній образ себе зжив — не можна вже більше повторювати Рембо. Публіка перенаситилася його іміджем — пора змінюватися. Та й вік уже не той. Набуття нового амплуа почалося з появи на обкладинці «Есквайр» його фотографії в простих окулярах з металевою оправою, акуратно підстриженого — колишній Рембо став бізнесменом.
І у мене було те ж бажання — змінити його імідж, зробити його героя не суперхіповим, а, навпаки, дуже консервативним, одягнути в костюм-трійку, в жилетку. Я уявляв собі його людиною процвітаючим, граючим на біржі. Наші прагнення збіглися. Саме після цього мій агент подзвонив і сказав: «Сталлоне від тебе без розуму». ", « В цілому його стратегія з моїми пропозиціями збіглася».
Цікаві факти
У стрічці взяв участь радянський актор який емігрував до США Савелій Крамаров.
Фільм зняв радянський режиссер Андрій Кончаловський. Він не встиг доробити цей проект. Кінцівку фільму доробив інший режиссер, але у титрах Кончаловський вказаний як єдиний режиссер цієї стрічки.

## У ролях
- Сільвестр Сталлоне — лейтенант Реймонд Танго
- Курт Расселл — лейтенант Габріель Кеш
- Тері Хетчер — Кетрін «Кікі» Танго
- Джек Паланс — Ів Перрет
- Брайон Джеймс — Requin
- Джеймс Хонг — Цюань
- Марк Алаймо — Лопес
- Філіп Тан — китайський бандит
- Майкл Дж. Поллард — Оуен
- Роберт З'Дар — Щелепи
- Льюїс Аркетт — Вайлер
- Едвард Банкер — капітан Холмс
- Леслі Морріс — Хендрікс
- Рой Броксміт — агент Девіс
- Сьюзен Кребс — прокурор
- Девід Бірд — суддя Маккормік
- Річард Фенсі — Нолан
- Джеррі Мартінес — Сантос
- Майкл Джетер — Скіннер
- Джефрі Льюїс — кап. Шредер (в титрах не вказаний)
- Савелій Крамаров — власник авто на стоянці, епізодична роль